# Archidiecezja jagierska
Archidiecezja jagierska (łac. Archidioecesis Agriensis) – jedna z 3 diecezji rzymskokatolickich w metropolii jagierskiej, na Węgrzech. Erygowana w IX wieku, podniesiona do rangi archidiecezji 9 sierpnia 1804. Katedrą diecezji jest Bazylika w Egerze. Od roku 2007 biskupem ordynariuszem jest abp Csaba Ternyák.

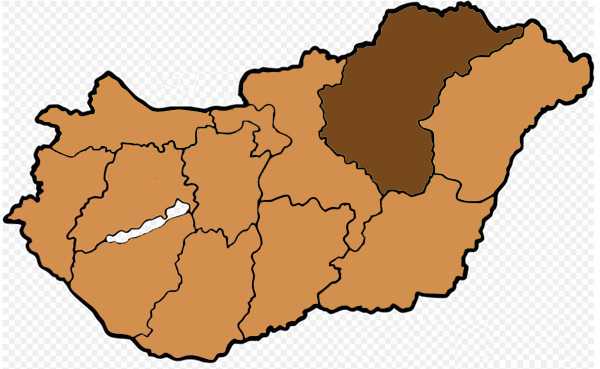
Archidiecezja jagierska na mapie Węgier